# Regional Preferente de Guipúzcoa
La Regional Preferente de Guipúzcoa constituye el séptimo nivel de competición de la Liga Española de Fútbol en la provincia de Guipúzcoa, (País Vasco). 

## Sistema de competición
El campeonato de Liga de Regional Preferente lo componen 32 equipos divididos en dos grupos de 16 equipos cada uno. Se disputa en una fase única: por puntos y a doble vuelta (30 jornadas), siendo de aplicación las disposiciones contenidas en el Reglamento General de la Federación Vasca de Fútbol.
Ascienden a División de Honor Regional el primer clasificado de cada uno de los dos grupos que no tengan relación de dependencia o filialidad con otro de dicha categoría. Los siguientes clasificados, de ser necesario, disputarán eliminatorias para determinar el orden preferencial en caso de eventuales vacantes en División de Honor Regional, en las formas y condiciones que reglamentariamente se concretarán. 
El primer clasificado de cada grupo disputará la Final en campo neutral para proclamar el campeón de la categoría. 
Descienden a Primera Regional 6 equipos, los 3 últimos clasificados de cada uno de los dos grupos. 
Perderán igualmente la categoría, los que fuera menester, en virtud de los descensos que eventualmente se produzcan de equipos pertenecientes a esta Federación, de las divisiones superiores, siempre que dicha circunstancia suponga un exceso de clubes en la meritada categoría, teniendo en cuenta que Preferente para la temporada 2025/26 deberá de ser de 32 equipos.

## Equipos participantes 2024/2025
| Grupo 1 | Grupo 2 |
| --- | --- |
| - Ostadar F.T. - Touring K.E. "B" - Roteta C.D. - Mariño C.D. - Sanpedrotarra C.F. - Hondarribia F.E. - Santo Tomas Lizeoa - Astigarrako Mundarro FKE - Allerru S.C.R.D. - Usúrbil FT - Euskalduna S.D - Danena K.E. - Billabona K.E. - Getaria F.T. - Orioko F.T. - Amara Berri K.E. | - Amaikak Bat K.E. - Lagun Onak C.D "B" - Ordizia K.E. - Urki C.D. - Ilintxa S.D. - Ikasberri K.E. - Anaitasuna FT "B" - Soraluze C.F. - Segura K.E. - Aretxabaleta K.E. "B" - Zestoa K.B. - Zumaiako FT "B" - Eibartarrak FT - Zarautz K.E. "B" - Lazkao K.E. - Idiazabal K.E. |

## Palmarés
| Temporada | Campeón                 | Ascenso                                                                    | Descenso                                                                                        |
| --------- | ----------------------- | -------------------------------------------------------------------------- | ----------------------------------------------------------------------------------------------- |
| 2005-06   | Martutene KE y Urola KE | Martutene KE y Urola KE                                                    | Danena KE, Urnieta KE, Legazpiko Gaztetxea KE, CD Vasconia, CD Mariño y CD Aurrera Ondarroa     |
| 2006-07   | Eibartarrak FT          | Eibartarrak FT, SD Euskalduna, Zumaiako FT y Oiartzun KE                   | Intxaurrondo-Danak KE, Ostadar FT, Segura KE, CDF Sanpedrotarra y CD Touring B                  |
| 2007-08   | Amaikak Bat FT          | Amaikak Bat FT, Astigarra Mundarro FKE y CD Pasajes                        | Irún CF 1902, Gure Txokoa KKE, Intxurre KKE, Soraluce CF y Amara Berri KE                       |
| 2008-09   | Bergara KE              | Bergara KE, Oiartzun KE y SCRD Beti Gazte                                  | CD Mariño, SD Lengokoak, Santo Tomas Lizeoa, Anaitasuna FT B y Mondragón CF B                   |
| 2009-10   | CD Roteta               | Anaitasuna FT, CD Roteta y Zumaiako FT                                     | Usúrbil FT, Gure Txokoa KKE, Eibartarrak FT, SD Ilintxa y Soraluce CF                           |
| 2010-11   | Urola KE                | Urola KE, SCRD Beti Gazte, CD Behovia y CD Elgoibar B                      | Lazkao KE, Urnieta KE, Irún CF 1902, Amara Berri KE y Mondragón CF B                            |
| 2011-12   | CD Lagun Onak B         | CD Lagun Onak B, CD Touring y Ostadar FT                                   | CD Dunboa-Eguzki, CDF Sanpedrotarra, CD Kostkas-Miren Bihotza, Aretxabaleta KE B y Intxurre KKE |
| 2012-13   | CD Vasconia             | CD Vasconia, Antzuola KE y Getariako Keta FT                               | SBB Mutrikuarrak, SD Beasáin B, Idiazabal KE, Beti Ona KE y CD Roteta                           |
| 2013-14   | Ordizia KE              | Ordizia KE, Usúrbil FT y Martutene KE                                      | Santo Tomas Lizeoa KE, Amara Berri KE, Eibartarrak FT, CD Behobia y CD Elgoibar B               |
| 2014-15   | Getariako Keta FT       | Getariako Keta FT, Euskalduna, Orioko FT y CF Motrico                      | Hondarribia F.E., Munibe KT, Pasaia KE, Beasáin SD y Anaitasuna CD                              |
| 2015-16   | Amaikak Bat FT          | Amaikak Bat FT, CD Vasconia y Mondragón CF                                 | Martutene KE B, Lengokoak KE, Amara Berri KE, Ursubil FT y Antzuola KE                          |
| 2016-17   | Añorga KKE              | Añorga KKE, Bergara KE y SD Urola                                          | CD Dunboa-Eguzki, CD Roteta, CD Behobia, Getariako Keta FT, SD Ilintxa, Intxurre KKE,           |
| 2017-18   | SD Eibar B              | SD Eibar B, Deusto Donostia FT y Allerru KJKE                              | Sanpedrotarra FE, Oiartzun KE B, Bergara KE B y Ordizia KE B                                    |
| 2018-19   | Urola K.E.              | Urola K.E, Euskalduna SD y CD Touring                                      | CD Trintxerpe, CD Mariño, Lazkao KE y Anaitasuna FT                                             |
| 2019-20   | Aloña Mendi KE          | Aloña Mendi KE y Allerru SCRD                                              | Sin descensos                                                                                   |
| 2020-21   | Zumaiako FT             | Sin ascensos                                                               | Sin descensos                                                                                   |
| 2021-22   | CD Vasconia             | CD Vasconia, Zumaiako FT y CD Lagun Onak "B"                               | Pasaia KE "B", Gure Txokoa KKE, CD Dunboa Eguzki, Zestoa KB y Urnieta KE                        |
| 2022-23   | Real Unión Club "B"     | Real Unión Club "B", Universidad de Deusto FC, SD Beasáin "B" y Ordizia KE | CD Hernani "B", Oiartzun KE "B", ;Mondragón CF "B", CD Elgoibar "B" y Tolosa CF "B"             |
| 2023-24   | Mondragón CF            | Mondragón CF, CD Vasconia y Aloña Mendi KE                                 | Axular KKE, SD Lengokoak, Urnieta KE, Antzuola KE y Bergara KE "B"                              |

## Otras divisiones
| 1.ª | Primera División de España              |
| 2.ª | Segunda División de España              |
| 3.ª | Primera Federación                      |
| 4.ª | Segunda Federación                      |
| 5.ª | Tercera Federación                      |
| 6.ª | División de Honor Regional de Guipúzcoa |
| 7.ª | Regional Preferente de Guipúzcoa        |
| 8.ª | Primera Regional de Guipúzcoa           |